# Nors Sø
Nors Sø ligger i Thy nordvest for Thisted tæt ved Nors. Søen er ligesom sin nabo Vandet Sø en karstsø. Den er blandt landets reneste søer og er da også kategoriseret som både lobelie- og kransnålalge-sø.
Nors Sø er en karstsø, og  har ingen tilløb og får derfor stort set alt sin tilstrømning fra sprækker i kalkbunden.  Søen har et  kantet omrids der kommer  af brud i undergrunden, hvor et saltlag der 2,5-3 km nede i jorden, der har skubbet sig op og  på et tidspunkt har brækket  den stive kalk, så det  i princippet er en slags  jordskælv.
Nors Sø og Vandet Sø er en del af Hanstholm-reservatet og blev i 2008 en del af Danmarks første nationalpark, Nationalpark Thy. De er en del af Natura 2000-område 24: "Hanstholm-reservatet, Hanstholm Knuden, Nors Sø og Vandet Sø" og er både habitatområde og fuglebeskyttelsesområde.

## Særlig flora og fauna
Nors sø har en helt særlig og usædvanligt rig og varieret flora. Dels er det en lobelie- og kransnålalge-sø, men den er også hjemsted for Danmarks eneste bestand af den meget sjældne vandplante Liden Najade (Najas Flexilis), som de sidste halvtreds år kun er konstateret her og indtil for få år siden i den nærliggende Vandet Sø. Danmark er forpligtet til at beskytte arten, hvor den findes. Nors Sø rummer desuden ansvarsarter og rødlistede arter, som f.eks. sortgrøn og gulgrøn brasenføde.
Tilstanden i Nors Sø er under forandring pga. for kraftig tilførelse af næringsstoffer, fra landbrug og især fugleekskrementer. Næringsstofferne giver øget algevækst og skygger for de sårbare planters fotosyntese og nye rodskud får svært ved at trænge frem. Badeaktiviteten forværrer situationen, idet sediment hvirvles op fra bunden og ligeledes skygger og skaber øget algevækst i vandsøjlen. Prognosen for Nors Sø er – sammen med flere klare søer i området – pt. vurderet ugunstig ifølge Naturstyrelsen (2011).
Nors Sø har en fin fiskebestand, domineret af gedde, aborre, skalle og ål samt mindre bestande af helt, hork og hundestejle. Smådyrsfaunaen i søen blev grundigt undersøgt i 1992, og her fandt man 153 forskellige arter – det største antal, som er rapporteret fra nogen sø i Jylland.